# Flight 29 Down
Flight 29 Down és una sèrie de televisió dirigida a un públic principalment infantil que tracta d'un grup sobretot d'adolescents que es queden perduts en una illa de l'oceà Pacífic. Discovery Kids Channel és el seu productor i el seu creador fou Stan Rogow (Lizzie McGuire, vida salvatge de Darcy) i D.J. MacHale (Are You Afraid of the Dark?, The Pendragon Book series).

## Personatges
- Eric Mcgorril: És un dels estudiants més populars en l'escola de secundària Hatwell, tracta d'enamorar a Taylor. Té poc respecte cap a l'autoritat de l'escola i en aquest viatge manipula els altres estudiants del grup per a deslligar-se de les seves responsabilitats.
- Melissa Wus: Una noia optimista que vol que tots es duguin bé. És una font d'energia, optimisme i coratge, i humil. De vegades arriba a incomodar als altres.
- Daley Marin (Halle Hinrs): Pèl-roja de mal caràcter, va ser recentment triada presidenta de l'escola de secundària Hatwell. És una de les millors alumnes i és molt competitiva. Ella és acompanyada per Lex, el seu germà menor.
- Taylor Facin: És la més vanitosa del grup i la qual té menys sentit comú. L'interessa l'excursió perquè volia estirar-se el dia sencer en la platja per a perfeccionar el seu bronzejat.
- Nathan Mchugh (Corbin Bleu): El jove explorador pensava usar les seves habilitats per al seu viatge a Micronèsia, però en quedar-se en l'illa, les haurà d'usar per a sobreviure. És un bon estudiant i líder natural, està en constant rivalitat amb Daley, a més va ser xicot de Taylor.
- Lex Marin: És el més jove del grup i generalment el més astut, encara que la majoria de les vegades ho ignoren. La seva mare està promesa amb el pare de Daley, a qui acompanya en aquest viatge. Lex sempre té bones idees de com adaptar-se a l'illa i usar els seus recursos naturals.
- Cody Jackson: El nou estudiant de Hartwell no diu molt i es guarda moltes coses per a ell mateix. Jackson és el menys social del grup i no fa gens per canviar la seva actitud.